# Xel-Há

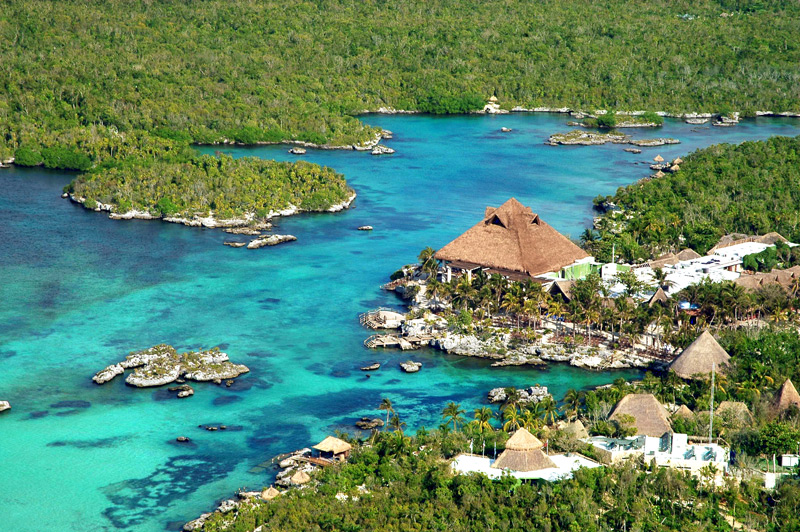
A enseada de Xel-Há

Xel-Há [ʃel.'ha] é um parque ecológico situado no estado de Quintana Roo, México. É caracterizado por uma calheta na qual a água dum rio se une ao Mar do Caribe, formando um espaço apropriado para a convivência de 70 espécies marinhas e de água doce. Por esta razão Xel-Há é conhecido como o maior aquário natural do mundo. Além disso, por ser o espaço de vários exemplares de flora e fauna da região, o parque foi premiado com o título de Maravilha Natural do México em uma chamada nacional recente.

## Localização e toponímia
Xel-Há está localizado em pleno coração da Riviera Maia, 122 km a sul de Cancún, e a 13 km a norte da zona arqueológica de Tulum, pela estrada Cancún-Tulum.
Xel-Há é composto de duas palavras maias que juntas significam "entrada da água", uma referência clara à sua estrutura geográfica, ou seja "lugar onde as águas nascem".
Uma lenda sobre a origem de Xel-Há conta que os deuses maias, depois de terem reunido num só lugar o melhor que tinham criaram três guardiões: Huh, a iguana - guardiã da terra; Mo, a arara - a guardiã dos céus, e Kay-Op, o peixe-papagaio - guardião das águas. Em seguida, os deuses decidiram entregar esse paraíso natural para a humanidade.